# ISILソマリア
ISILソマリアは、ソマリアのプントランド北部の山岳を拠点に2015年後半から活動しているイスラーム武装勢力である。2017年12月にISIL（イスラーム国）から「イスラーム国ソマリア州」として正式認定された。

イスラーム国ソマリア州のロゴ

元はソマリア南部を中心に活動するイスラーム武装勢力アル・シャバブに属していたが、2015年にアル・シャバブの外国人戦闘員が離脱する形で発生した。比較的少人数ではあるが、資金源に恵まれたため、対岸の隣国イエメンのISILの支援を受けるなどして活動を続けている。2024年末から始まったプントランド軍の「ヒラック作戦」により、2025年2月の時点では追い詰められている状況である。
ISILソマリアの戦闘員の多くは非ソマリ人と言われるが、そのリーダーはソマリ人のアブドゥル・カディル・ムミンである。

## 歴史
ソマリアのイスラーム武装勢力アル・シャバブは、ソマリ人を中心とした組織で、国際的なイスラーム武装勢力アルカーイダに忠誠を誓っているといわれる。

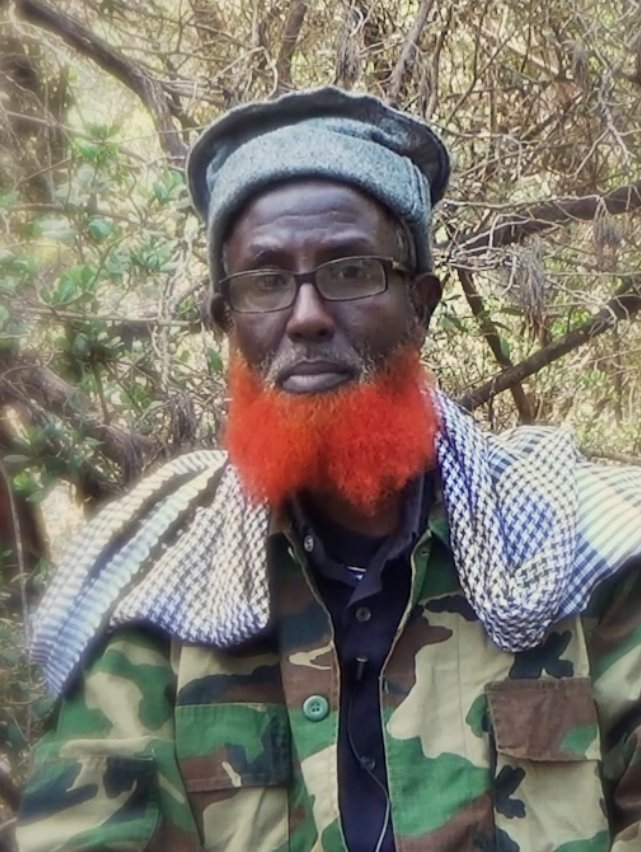
ISILソマリア支部の指導者ムミン

2015年10月、ガルガラ丘陵を拠点とするアル・シャバブの幹部アブドゥル・カディル・ムミンが、忠誠対象をISILに変更すると表明した。ただしこの拠点にいた300人の内、ムミンに同行したのは20人に過ぎなかった。この後、ムミンらの一団はこの拠点から移動した。別の報道では、2015年にアル・シャバブの外国人部隊1400人の大半が、忠誠対象をISILに変えて、アル・シャバブの本体と対立したと伝えられた。ただし後述する通り、ISILソマリアの人数は100から300人程度と報じられることが多い。
なお、この頃、世界各地でISILへの忠誠を誓うグループが発生しているが、多分に精神的なものであり、発生当時のISILソマリアを含めて、実際にはISILと連携しているわけではないと分析されている。
2015年12月24日、バリ地域のティルミシェ村で、アル・シャバブとISILソマリアの激しい戦闘が発生した。この時期にはまだプントランド政府は鎮圧部隊を出せなかった。
2016年9月、ISILソマリアのリーダーと見られるアブドゥル・カディル・ムミンが米国務省により国際テロリストに認定された。
2016年10月26日、ISILソマリアが人口2万と言われる町カンダーラを占領。カンダーラはISILソマリアにとって、海と山に挟まれた防御しやすい地形にあり、また、当時ISILの活動が盛んだった対岸の隣国イエメンに近いという利点もあった。カンダーラの住民は徒歩やボートで逃亡した。
2016年12月3日、プントランド政府軍はISILソマリアからカンダーラを奪還する作戦を開始し、カンダーラから45キロメートル離れたカリモ村のあたりで戦闘が始まった。7日には徒歩で移動して目標のカンダーラを占領。ISILソマリアはカンダーラの南30キロメートルにあるエル・ラディドに移動したが、プントランド政府軍は12月20日にここも奪還した。この時点でISILソマリアは100人から300人程度の規模とみられている。また、イエメンのISILから支援を受けているものの、作戦上の連携は無いと見られている。
2017年6月、アフウルルのプントランド軍基地がISILソマリアの攻撃を受け、プントランド軍兵士数十人が死亡した。ISILソマリアによるプントランド軍の被害としては最も大きなものとなった。
2017年7月には、カンダーラに小規模なISILソマリアの拠点があり、イエメンから武器や兵士が供給されていると報じされている。2017年11月、ISILソマリアの戦闘員は200人と報じられている。
2017年12月、ISIL本体がムミンの組織を「イスラーム国ソマリア州」として認定した。
2018年8月、ISILソマリアが北部の港町ボサソで地元企業を脅迫して資金を得ていると報じられた。ISILソマリアは比較的資金に恵まれており、地元企業や農家からの献金、密輸や恐喝などで2021年には250万ドル、2022年上半期だけで200万ドル近い収益があったと試算されている。
2019年4月15日、アメリカ軍はISILソマリアのナンバー2を空爆で殺害したと発表した。
2020年7月21日、アメリカ空軍は、ティミルシェ村近くの山岳地帯にあったISILソマリアの拠点を爆撃したと発表した。
2023年1月25日、アメリカ海軍は、特殊戦開発グループDEVGRUがISILソマリアの幹部ビラル・アル・スダニを含む10名を殺害したと発表した。
2023年6月26日、プントランド警察は、バリディディン地区でISILソマリアの重要人物を逮捕したと発表した。
2023年7月27日、米国財務省外国資産管理局は、ISILソマリアの財務部長アブディウェリ・モハメド・ユスフを特別指定国際テロリストに指定した。
2024年5月31日、指導者のムミンが米軍の空爆で死去したとの噂が流れたが、2025年2月の時点では死亡は確認されていないとされている。
2024年9月の報道によれば、ISILソマリアはコンゴ民主共和国とモザンビークのISIL支部を下部組織に置いている。また、拠点に金鉱山があり、少量ではあるが輸出している。

### ヒラック作戦
2024年12月26日、プントランド政府はISIL討伐を目的とした「ヒラック作戦」を実施した。ヒラックはソマリ語で稲妻を意味する。
2024年12月31日、ダルジャレにあるプントランド軍基地がISILソマリアの自爆攻撃を受けた。プントランドは、この攻撃によりISILソマリア戦闘員でタンザニア、チュニジア、モロッコ、エチオピア、コモロ出身の12人が死亡したと発表した。これに対してISIL側はプントランド兵士22人を殺害したと主張した。2025年1月2日、プントランド軍はティミルシェで、1月8日にはハムレでISILソマリアの掃討作戦を実施。2025年1月10日、プントランド軍がアルミスカード山脈沿いのイルアメイラ村にあるISILソマリアの拠点を破壊した。
2025年1月20から21日にかけてプントランド軍がウフェインのISILソマリアの隠れ家付近の地雷を撤去していたところ、爆発して兵士6人が死亡。ラバアフレの戦闘ではISILソマリア戦闘員7人、プントランド兵士1人が死亡した。
2025年1月23日、プントランド副大統領は、ISILソマリアが支配していた地域の65パーセントを取り戻したと発表した。また、プントランドの作戦にソマリア連邦政府が協力的でないと非難した。
2025年1月24日、プントランド軍がトゥルマサレとヤノジフタの村を制圧。
2025年1月28日、ボサソでISIL対策の一環として、不法滞在している外国人300人が逮捕された。1月29日には首都ガローウェから不法滞在している1000人のエチオピア人が国外追放された。
2025年2月初め、アメリカ空軍がアルミスカード山脈にあるISILの拠点を空爆した。これはISILソマリアが3つ持つ山岳拠点の1つだった。ISILソマリアの上級司令官数名が死亡。これは米大統領ドナルド・トランプが就任してから2週間も経たない時期だった。
2025年2月4日、プントランド軍はアルミスカード山脈にある村ダリンとクラクにあるISILの拠点を攻撃し、少なくとも57人のISIL戦闘員を殺害したと発表した。この攻撃にはアラブ首長国連邦のドローンが参加している。
2025年2月4日、ISILソマリアの上級司令官の一人がプントランド政府に逮捕された。
2025年2月11日、トッガジャエル地区のハラリョ村のプントランド軍基地がISILに攻撃され、プントランド兵27人、ISIL戦闘員70人以上が死亡した。
2025年2月12日、アメリカ軍の空爆により、カンダーラ付近にある拠点でオマーン出身のISIL幹部が死亡した。